# Mitterdorf, Reichenau
Mitterdorf je naselje v Občini Reichenau v Okraju Trg na Koroškem v Avstriji.